# The Official Encyclopedia of Bridge
The Official Encyclopedia of Bridge ("De officiële bridge-encyclopedie") is een Engelstalig verzamelwerk met uitvoerige informatie over het kaartspel bridge, alfabetisch gesorteerd.
De encyclopedie werd samengesteld door een redactie geleid door onder andere Richard Frey, Alan Truscott, Henry Francis en Dorothy Francis, namens de ACBL (American Contract Bridge League).
De eerste uitgave verscheen in 1964, en de zesde uitgave dateert van 2002 (ISBN 0-943855-44-6).
Zowel binnen als buiten Amerika wordt het boekwerk gezien als een standaardwerk voor eenieder die zich verder wil verdiepen in het verleden en heden van bridge.